# Zero in magia
Zero in magia (The Worst Witch) è un film per la televisione statunitense del 1986, mandato in onda da Central Independent Television e HBO. È basato sul libro per bambini The Worst Witch scritto da Jill Murphy. È stato girato a San michael's college in Tembury Wells. È andato in onda ad Halloween fino al 1990, e nel 1994 è uscito in VHS. Si sono occupati delle musiche Bonnie Langford, Charles Strouse, Don Black e Denis King.

## Trama
Il film racconta le avventure di Mildred Hubble, una strega impacciata e buffa che viene continuamente presa in giro perché non "eccelle" a fare incantesimi (da qui il titolo "The worst witch"= La strega peggiore). La sua sfortuna aumenta quando sbaglia un'esibizione davanti all'affascinante Grand Wizard, interpretato dal famoso Tim Curry, ma esso, che crede in lei, avendola vista volare in segreto, spinge le insegnanti a regalarle un mese di vacanze e Grand Wizard inviterà la strega a passarle con lei